# Brodie Retallick
Brodie Retallick (* 31. Mai 1991 in Rangiora) ist ein neuseeländischer Rugby-Union-Spieler auf der Position des Zweite-Reihe-Stürmers. Retallick besuchte die Christchurch Boys High School, bevor er von 2010 bis 2011 für die Hawkes Bay Magpies im ITM Cup spielte. Er spielte in der Super-Rugbymeisterschaft für die Chiefs doch aktuell spielt er für die Kobelco Kobe Steelers in der Japan Rugby League One und für Bay of Plenty im ITM Cup.
Retallick repräsentierte die neuseeländische U-20-Nationalmannschaft bei der IRB Juniorenweltmeisterschaft 2011.
Er debütierte für die All Blacks am 9. Juni 2012 gegen Irland. Retallick spielte 2012 in jedem Spiel der All Blacks in der Rugby Championship 2012. Insgesamt spielte er 2012 13 Spiele für die Nationalmannschaft. 2013 spielte Retallick weitere elf Testspiele.
Er ist seit 2014 Stammspieler der All Blacks.
2015 konnte Brodie Retallick mit den All Blacks in England und Wales den Weltmeistertitel gewinnen.
Am 22. November 2014 wurde er als World-Rugby-Spieler des Jahres geehrt.